# Dzień Teściowej
Dzień Teściowej – coroczne święto rodzinne, obchodzone w Polsce 5 marca, a w wielu innych krajach w czwartą niedzielę października.

## Historia
Dzień Teściowej został zapoczątkowany w USA 5 marca 1934 roku w Amarillo w Teksasie przez Gene'a Howe'a, redaktora gazety Amarillo Globe-News.
W latach 70. XX wieku, dzięki staraniom Amerykańskiego Stowarzyszenia Kwiaciarzy, datę święta w USA przeniesiono na czwartą niedzielę października, która jest obecnie oficjalną datą obchodów w wielu krajach.
W Polsce święto jest obchodzone 5 marca, zachowując oryginalną, amerykańską datę pierwszych obchodów.

## Cel i znaczenie
Głównym celem święta jest docenienie roli, jaką teściowe odgrywają w życiu rodzinnym oraz przeciwdziałanie negatywnym stereotypom kulturowym związanym z tą relacją rodzinną. Jest to okazja do wyrażenia szacunku i wdzięczności wobec matki małżonka.

## Obchody
Typowe sposoby świętowania Dnia Teściowej obejmują:
- Wręczanie drobnych upominków i kwiatów
- Organizowanie spotkań rodzinnych
- Wspólne posiłki, podczas których teściowa jest honorowym gościem

## Dzień Teściowej na świecie
W USA Dzień Teściowej (Mother-in-Law Day) obchodzony jest w czwartą niedzielę października. Podobnie świętuje się w Niemczech i wielu innych krajach europejskich.